# Newport (Carolina del Nord)
Newport és una població dels Estats Units a l'estat de Carolina del Nord. Segons el cens del 2008 tenia 4.298 habitants.

## Demografia
Segons el cens del 2000, Newport tenia 3.349 habitants, 1.136 habitatges i 831 famílies. La densitat de població era de 175,9 habitants per km².
Dels 1.136 habitatges en un 36,9% hi vivien nens de menys de 18 anys, en un 58,8% hi vivien parelles casades, en un 10,4% dones solteres, i en un 26,8% no eren unitats familiars. En el 23,2% dels habitatges hi vivien persones soles el 7,3% de les quals corresponia a persones de 65 anys o més que vivien soles. El nombre mitjà de persones vivint en cada habitatge era de 2,58 i el nombre mitjà de persones que vivien en cada família era de 3,04.
Per edats la població es repartia de la següent manera: un 24,6% tenia menys de 18 anys, un 7,4% entre 18 i 24, un 32,5% entre 25 i 44, un 22,4% de 45 a 60 i un 13,1% 65 anys o més.
L'edat mediana era de 37 anys. Per cada 100 dones de 18 o més anys hi havia 109,5 homes.
La renda mediana per habitatge era de 36.629 $ i la renda mediana per família de 43.147 $. Els homes tenien una renda mediana de 30.408 $ mentre que les dones 17.063 $. La renda per capita de la població era de 14.260 $. Entorn del 6,6% de les famílies i el 10% de la població estaven per davall del llindar de pobresa.

## Poblacions més properes
El següent diagrama mostra les poblacions més properes.